# Читацкари
Читацкари (груз. ჭითაწყარი) — село в Грузии, на территории Зугдидского муниципалитета края (мхаре) Самегрело-Верхняя Сванетия.

## География
Село находится в западной части Грузии, на левом берегу реки Чхоуши, на расстоянии приблизительно 0,5 километра (по прямой) к югу от города Зугдиди, административного центра муниципалитета. Абсолютная высота — 79 метров над уровнем моря.

## Население
По результатам официальной переписи населения 2014 года в Читацкари проживало 3293 человека (1587 мужчин и 1706 женщин). В национальной структуре населения грузины составляли 99,5 %.
| Год  | Население, человек |
| ---- | ------------------ |
| 2002 | 4015               |
| 2014 | ↘ 3293             |